# Colney Heath
Colney Heath – wieś w Anglii, w hrabstwie Hertfordshire, w dystrykcie St Albans. Leży 14 km na południowy zachód od miasta Hertford i 27 km na północ od centrum Londynu. Miejscowość liczy 5449 mieszkańców.